# 向五子王
向五子王，《周書·賀若敦传》又作向五子（？—566年），西魏、北周信州少数民族首领。
555年（西魏恭帝二年），向五子王反抗西魏，包围、攻下信州州城白帝城。西魏金州刺史贺若敦、直州刺史李遷哲反击，奪回白帝城。
北周武成年間，向五子王与冉令賢反抗北周，再次攻下白帝城，殺害北周開府楊長華。北周前後派遣開府元契、趙剛去镇压，被向五子王击退。566年（天和元年），北周開府陆腾率王亮、司馬裔赴益州，準備楼船，沿長江而下，攻打向五子王据守的石默城和其子向宝勝据守的双城、冉令賢据守的水邏城。陸騰攻破冉令賢的水邏城，派遣使者去劝降向五子王，向五子王不听。陸騰派遣王亮驻守牢坪，司馬裔准备进攻双城。陸騰怕敌军逃走令诸军在周围立栅，于是纵兵击破。于是在石默城擒获向五子王，在双城擒获向宝勝，将向氏首領全部斩杀。